# اقتصاد سیاسی

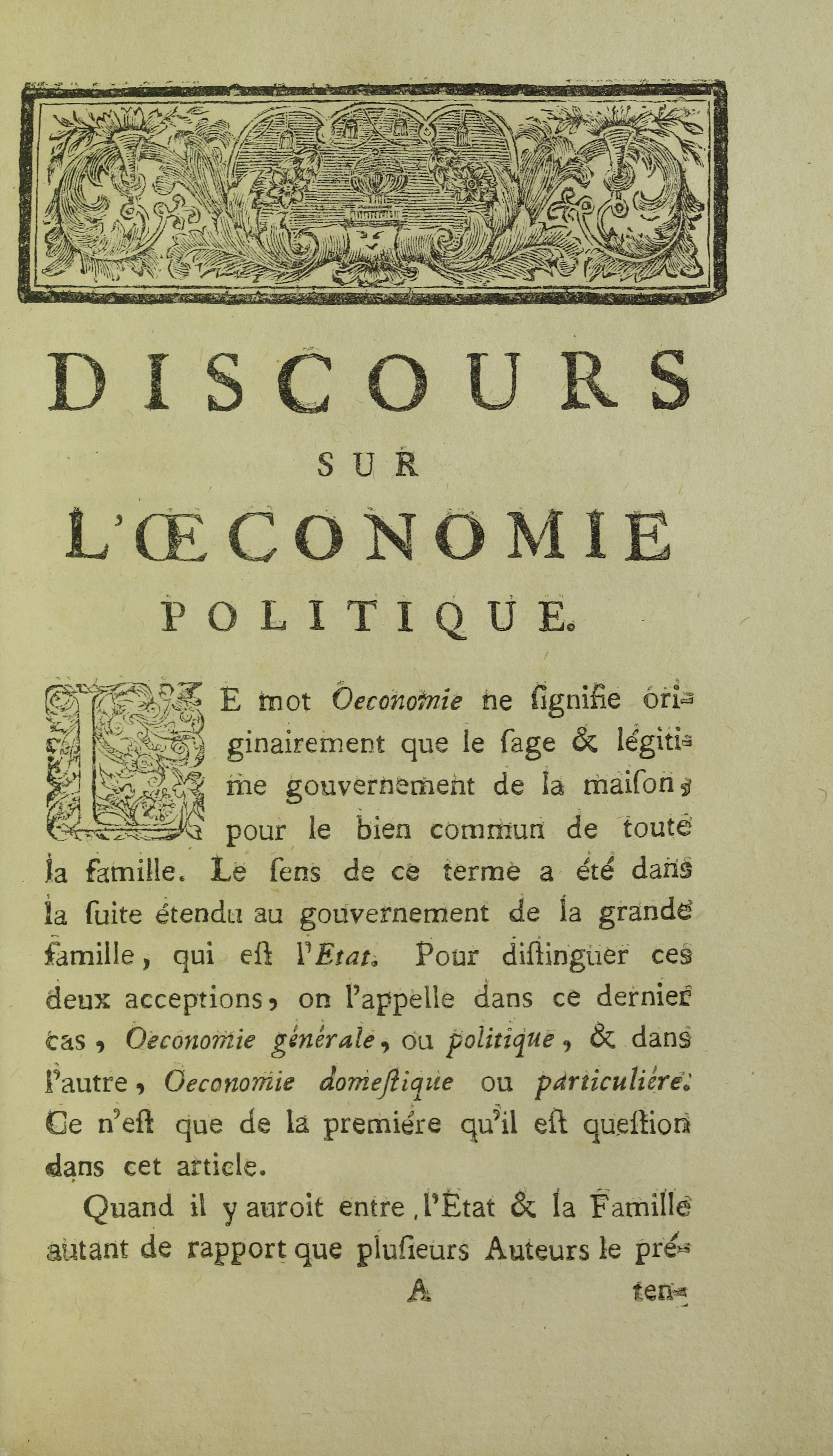
ژان-ژاک روسو، Discours sur l'oeconomie politique, 1758

اقتصاد سیاسی شاخه ای از علوم سیاسی و اقتصاد است که به مطالعه سیستم های اقتصادی (مانند بازارها و اقتصادهای ملی) و اداره آنها توسط سیستم های سیاسی (مانند قانون، نهادها و دولت) می پردازد. 
پیدایش اقتصاد سیاسی در قرن هجدهم به مردم در زمینهٔ نظام تأمین نیازها (یعنی شیوهٔ توزیع و تولید کالاها به هدف تأمین نیازها) کمک شایانی کرد و اصطلاح «اقتصاد سیاسی» جایگزین اصطلاح قدیمی «اقتصاد» شد. در واقع اقتصاد از یونانی به معنی «اقتصاد خانواده» (یا «تدبیر منزل» مربوط به جامعه‌هایی که اکثر کالاهای مورد نیاز در خانواده تأمین می‌شود) در نظر گرفته شده بود و واژهٔ «اقتصاد سیاسی» به مدیریت امور اقتصادی دولت مرتبط می‌شد. در ابتدا این اقتصاد به دولتمردان در ادارهٔ بهتر امور اقتصادی دولت کمک می‌کرد.
اقتصاد سیاسی یک روش مطالعه علمی دربارهٔ پدیده‌های اجتماعی است. این رهیافت بر وجود ارتباط میان مؤلفه‌های سیاسی و اقتصادی در شکل‌دادن به پدیده‌های اجتماعی مبتنی است. به همین دلیل اگرچه اغلب زیرمجموعه علم اقتصاد دانسته می‌شود، باید آن را چیزی فراتر از علم اقتصاد محض دانست؛ اقتصاد سیاسی Political Economy یا به شکل اختصاری PE است، اما علم اقتصاد Economics.
مثلاً برای تحلیل رفتار انتخاباتی طبقات مختلف به منافع اقتصادی آن طبقات رجوع می‌شود یا تأثیر اقتصادی یک تصمیم‌گیری سیاسی مورد مطالعه قرار می‌گیرد.
اقتصاد سیاسی شاخه‌ای است از علوم اجتماعی که قوانین مربوط به تولید و توزیع درآمد و ثروت و اثرات آن را در مراحل مختلف رشد و توسعه جامعهٔ بشری مورد بررسی قرار می‌دهد. اغلب مباحثی که امروزه در علم اقتصاد مورد بررسی قرار می‌گیرد، در گذشته در قلمرو اقتصاد سیاسی به‌طور پراکنده مطرح می‌شده‌است. نخستین بار، اصطلاح اقتصاد سیاسی توسط پیروان مکتب مرکانتیلیسم (سوداگری) عنوان گردید و سپس مورد بحث دانشمندان کلاسیک اقتصاد نظیر ویلیام پتی و کنه آدام اسمیت، دیوید ریکاردو و سی قرار گرفت و از آن استفاده شد.

## اقتصاد سیاسی در مکتب کلاسیک
اقتصاد سیاسی کلاسیک سرمایه‌داری طی جریان تکامل شیوه تولید سرمایه‌داری پدید می‌آید که نمایندگان برجسته آن نظیر آدام اسمیت و دیوید ریکاردو گام‌های مهمی در راه درک قوانین تولید و توزیع اجتماعی نعمات مادی برداشتند. این مکتب پایه‌های تحقیق علمی اقتصاد سرمایه‌داری را شالوده ریزی کرد ولی این مکتب نظام سرمایه‌داری را بدون نقص و جاودانی می‌انگاشت و مدافع بورژوازی بود که در دوران اولیه تکاملش با فئودالیسم مبارزه می‌کرد و نقش مترقی داشت.
اواخر قرن هفدهم و اوائل قرن هیجدهم میلادی دوران شکفتگی این مکتب در انگلستان و فرانسه بود. بهترین نمایندگان اقتصاد سیاسی کلاسیک بورژوازی در این دوران طی مبارزه خود با مبادی قرون وسطایی و فئودالی اقتصاد، استقرار اقتصاد سرمایه‌داری و امحاء مقررات فئودالی را درحیات اقتصادی طلب می‌کردند و از این راه می‌خواستند طبیعی بودن قوانین اقتصادی و به عبارت امروزی عینی بودن این قوانین را اثبات کنند و به همین جهت هم به تجزیه و تحلیل شیوه تولید سرمایه‌داری و قوانین درونی آن پرداختند. آن‌ها اساس تئوری ارزش بر پایه کار را تدوین کرده و بر این اساس مقولاتی نظیر بهره مالکانه و بهره و سود را توضیح می‌دادند.
دیوید ریکاردو حتی در این تجزیه و تحلیل به وجود تناقض بین دستمزد و سود پی برد که خود اساسی برای درک تضاد سرمایه‌داری به‌شمار می‌رود. دربارهٔ اهمیت این کتاب باید گفت که یکی از منابع سه‌گانه مارکسیسم را همین نظریه تشکیل می‌دهد که به نحوی انتقادی و خلاق از جانب کارل مارکس مورد استفاده قرار گرفت و در ضمن نقایص و کاستی‌های آن نشان داده شد.
مطالعه در مورد اقتصاد سیاسی کلاسیک به دو بخش تقسیم می‌شود:
1. بحث در دفاع از خودتنظیمی بازار
2. نظریهٔ ارزش و توزیع

بخش اول به ماهیت نظام بازار و رابطه‌اش با بازار مربوط می‌شود و بخش دوم به تولید و استفاده از مازاد اقتصادی مربوط می‌شود. اصطلاح اقتصاد سیاسی به رویکرد کلاسیک به معنی نظام برآوردن نیازهای شخصی متشکل از عامل‌های خصوصی مستقل است.
اساساً اقتصاد دانان کلاسیک نقش مهمی در معرفی و بسط دو مفهوم بنیادی داشتند؛ یعنی جدایی پذیری اقتصاد و تقدم قلمرو اقتصادی.
آدام اسمیت پیدایش جامعه متمدن را نتیجه رفتار منفعت طلبانه و نه حاصل برنامه‌ریزی مشخص برای یک فرایند سیاسی یا کارگزاری دولتی به وجود آمده توسط آنها، می‌دانست.
مارکس این ایده را جلوتر برد. او فرایندهایی را توصیف کرد که تغییرات دورانی، از روش‌های تولید، روابط اجتماعی و شیوه‌های زندگی به وجود آمدند و همگی پیامدهای ناخواسته تعقیب سود شخصی بوده‌اند.
پیدایش اقتصاد سیاسی به تنزل مرتبه سیاست و ترفیع بخش غیر سیاسی زندگی مدنی کمک کرد. تنزل مرتبه سیاست را هیچ چیزی بهتر از استفاده دست نامریی آدام اسمیت نمی‌توانست بیان کند. استوارت می‌کوشد دو مفهوم مهم را با هم ترکیب کند. نخست آنکه تغییر از نیروها و فرایندهای درونی جامعه پدید می‌آید و نه با تصمیم دولت. دوم آن که برای دولت در شناخت لزوم آن تغییرات و هدایت جامعه از طریق آن‌ها نقش قایل است.

## اقتصاد سیاسی مارکسیستی
مارکسیستها امر سیاسی را در جدایی جامعه مدنی از عرصه عمومی (محدود کردن حقوق و برابری به عرصه عمومی)، فرایندهای طبقاتی که به وسیله آن ارزش اضافی در نظام سرمایه‌داری تصرف می‌شود، نقش دولت در اداره کردن منافع و امور سرمایه، تضمین‌های سیاسی حقوق مالکیت، فعالیت‌های انقلابی برای تغییر دادن نهادهای سیاسی سرمایه‌داری و چانه زنی بین نیروی کار و سرمایه برای کنترل مازاد اقتصادی مشاهده کردند.
آدام اسمیت

## اقتصاد سیاسی نئوکلاسیک
نظریه نئوکلاسیک که در پایان قرن نوزدهم رواج یافت، هنوز از ابداع مکتب کلاسیک استفاده می‌کند ولی چارچوب تحلیلی کلاسیک‌ها را به کار نمی‌برد. به جای آن در مورد مسئله ماهیت و هدف اقتصاد بازار، فلسفه مکتب اصالت مطلوبیت را به کار می‌برد. نئوکلاسیک‌ها اقتصاد را بر مبنای ایده عدم کارایی بازار تعریف می‌کنند. از نظر مکتب نئوکلاسیک، اقتصاد به معاملات خصوصی طالب بیشینه سازی مطلوبیت گفته می‌شود و سیاست، به کار بردن قدرت دولتی برای همان هدف مطلق گفته می‌شود.

## اقتصاد سیاسی کینزی
رویکرد کینزی ادعاهای متداول در میان متفکران کلاسیک و نئوکلاسیک در مورد خود تنظیمی بازار را به نقد می‌کشد. او این ادعا را که نظام بازار بدون نظارت دولت می‌تواند امکانات بالقوه مولد جامعه را کاملاً مورد استفاده قرار دهد، زیر سؤال می‌برد. رویکرد کینزی به بی‌ثباتی فرایند بازتولید و رشد در اقتصاد سرمایه‌داری می‌پردازد. کینز هم ضد مفهوم تعادل، که مشخصه اقتصاد اواخر قرن نوزدهم و اوایل قرن بیستم بود و هم ضد مفهوم دست نامریی مورد علاقه آدام اسمیت استدلال می‌کرد.

## اقتصاد سیاسی میان رشته‌ای
اقتصاد سیاسی راهکاری مناسب برای رشد و توسعه در کشورهای جهان سوم است. اهمیت اقتصاد سیاسی در اثر متقابل توسعه در علم اقتصاد و علم سیاست است. به‌طور مثال نظام سیاسی دموکراتیک سبب امنیت و جذب سرمایه‌گذاری کلان اقتصادی در داخل و خارج از کشور خواهد شد و به طبعیت ان رشد GNP در اقتصاد ملی مشود؛ و همچنین اقتصاد خوب سبب بالا رفتن درآمد سرانه مردم شده و قدرت خرید آنان را ترقی داده در نتیجه توان مالیاتی افراد افزایش یافته و وابستگی مردم از دولت کمتر شده و نتیجه نهایی ان افزایش طبقه متوسط است که اهمیت بیشتری برای دموکراسی آزادی و برابری در نظام سیاسی قائل هستند
توسعه اجتماعی-اقتصادی و سیاسی نه تنها وابسته به یکدیگرند بلکه مکمل هم نیز هستند.
نظریه خصوصی شدن مالکیت (کاپیتالیسم) در علم اقتصاد را نمی‌توان بدون نظریه اصالت فرد (اندیویدوآلیسم) در علم جامعه‌شناسی و نظریه آزادیی خواهی (لیبرالیسم) در علم سیاست و مکتب انسان محوری (اومانیسم) در مذهب تصور کرد.